# ISU Grand Prix w łyżwiarstwie figurowym 2012/2013
ISU Grand Prix w łyżwiarstwie figurowym 2012/2013 – 18. edycja zawodów w łyżwiarstwie figurowym. Zawodnicy podczas sezonu wystąpili w siedmiu zawodach cyklu rozgrywek. Rywalizacja rozpoczęła się w Kent 19 października, a zakończyła w rosyjskim Soczi finałem Grand Prix, który odbył się w dniach 6–9 grudnia 2012 roku.

## Kalendarium zawodów
| Lp. | Data                    | Miejsce  | Zawody                     | Źr. |
| --- | ----------------------- | -------- | -------------------------- | --- |
| 1   | 19–21 października 2012 | Kent     | Skate America              |     |
| 2   | 26–28 października 2012 | Windsor  | Skate Canada International |     |
| 3   | 2–4 listopada 2012      | Szanghaj | Cup of China               |     |
| 4   | 9–11 listopada 2012     | Moskwa   | Rostelecom Cup             |     |
| 5   | 16–18 listopada 2012    | Paryż    | Trophée Éric Bompard       |     |
| 6   | 23–25 listopada 2012    | Sendai   | NHK Trophy                 |     |
| 7   | 6–9 grudnia 2012        | Soczi    | Finał Grand Prix           |     |

## Medaliści

### Soliści
| Zawody                     | 1. miejsce        | 2. miejsce        | 3. miejsce       | Źr.   |
| -------------------------- | ----------------- | ----------------- | ---------------- | ----- |
| Skate America              | Takahiko Kozuka   | Yuzuru Hanyū      | Tatsuki Machida  | [ 1 ] |
| Skate Canada International | Javier Fernández  | Patrick Chan      | Nobunari Oda     | [ 2 ] |
| Cup of China               | Tatsuki Machida   | Daisuke Takahashi | Siergiej Woronow | [ 3 ] |
| Rostelecom Cup             | Patrick Chan      | Takahiko Kozuka   | Michal Březina   | [ 4 ] |
| Trophée Eric Bompard       | Takahito Mura     | Jeremy Abbott     | Florent Amodio   | [ 5 ] |
| NHK Trophy                 | Yuzuru Hanyū      | Daisuke Takahashi | Ross Miner       | [ 6 ] |
| Finał Grand Prix           | Daisuke Takahashi | Yuzuru Hanyū      | Patrick Chan     | [ 7 ] |

### Solistki
| Zawody                     | 1. miejsce     | 2. miejsce               | 3. miejsce        | Źr.    |
| -------------------------- | -------------- | ------------------------ | ----------------- | ------ |
| Skate America              | Ashley Wagner  | Christina Gao            | Adelina Sotnikowa | [ 8 ]  |
| Skate Canada International | Kaetlyn Osmond | Akiko Suzuki             | Kanako Murakami   | [ 9 ]  |
| Cup of China               | Mao Asada      | Julija Lipnicka          | Kiira Korpi       | [ 10 ] |
| Rostelecom Cup             | Kiira Korpi    | Gracie Gold              | Agnes Zawadzki    | [ 11 ] |
| Trophée Eric Bompard       | Ashley Wagner  | Jelizawieta Tuktamyszewa | Julija Lipnicka   | [ 12 ] |
| NHK Trophy                 | Mao Asada      | Akiko Suzuki             | Mirai Nagasu      | [ 13 ] |
| Finał Grand Prix           | Mao Asada      | Ashley Wagner            | Akiko Suzuki      | [ 14 ] |

### Pary sportowe
| Zawody                     | 1. miejsce                         | 2. miejsce                              | 3. miejsce                        | Źr.    |
| -------------------------- | ---------------------------------- | --------------------------------------- | --------------------------------- | ------ |
| Skate America              | Tetiana Wołosożar / Maksim Trańkow | Pang Qing / Tong Jian                   | Caydee Denney / John Coughlin     | [ 15 ] |
| Skate Canada International | Alona Sawczenko / Robin Szolkowy   | Meagan Duhamel / Eric Radford           | Stefania Berton / Ondřej Hotárek  | [ 16 ] |
| Cup of China               | Pang Qing / Tong Jian              | Yūko Kawaguchi / Aleksandr Smirnow      | Ksienija Stołbowa / Fiodor Klimow | [ 17 ] |
| Rostelecom Cup             | Tetiana Wołosożar / Maksim Trańkow | Wiera Bazarowa / Jurij Łarionow         | Caydee Denney / John Coughlin     | [ 18 ] |
| Trophée Eric Bompard       | Yūko Kawaguchi / Aleksandr Smirnow | Meagan Duhamel / Eric Radford           | Stefania Berton / Ondřej Hotárek  | [ 19 ] |
| NHK Trophy                 | Wiera Bazarowa / Jurij Łarionow    | Kirsten Moore-Towers / Dylan Moscovitch | Marissa Castelli / Simon Shnapir  | [ 20 ] |
| Finał Grand Prix           | Tetiana Wołosożar / Maksim Trańkow | Wiera Bazarowa / Jurij Łarionow         | Pang Qing / Tong Jian             | [ 21 ] |

### Pary taneczne
| Zawody                     | 1. miejsce                         | 2. miejsce                             | 3. miejsce                             | Źr.    |
| -------------------------- | ---------------------------------- | -------------------------------------- | -------------------------------------- | ------ |
| Skate America              | Meryl Davis / Charlie White        | Jekatierina Bobrowa / Dmitrij Sołowjow | Kaitlyn Weaver / Andrew Poje           | [ 22 ] |
| Skate Canada International | Tessa Virtue / Scott Moir          | Anna Cappellini / Luca Lanotte         | Jekatierina Riazanowa / Ilja Tkaczenko | [ 23 ] |
| Cup of China               | Nathalie Péchalat / Fabian Bourzat | Jekatierina Bobrowa / Dmitrij Sołowjow | Kaitlyn Weaver / Andrew Poje           | [ 24 ] |
| Rostelecom Cup             | Tessa Virtue / Scott Moir          | Jelena Iljinych / Nikita Kacałapow     | Wiktorija Sinicyna / Rusłan Żyganszyn  | [ 25 ] |
| Trophée Eric Bompard       | Nathalie Péchalat / Fabian Bourzat | Anna Cappellini / Luca Lanotte         | Jekatierina Riazanowa / Ilja Tkaczenko | [ 26 ] |
| NHK Trophy                 | Meryl Davis / Charlie White        | Jelena Iljinych / Nikita Kacałapow     | Maia Shibutani / Alex Shibutani        | [ 27 ] |
| Finał Grand Prix           | Meryl Davis / Charlie White        | Tessa Virtue / Scott Moir              | Nathalie Péchalat / Fabian Bourzat     | [ 28 ] |

## Klasyfikacje punktowe
| Miejsce w zawodach | Liczba punktów   | Liczba punktów              |
| Miejsce w zawodach | Soliści Solistki | Pary sportowe Pary taneczne |
| ------------------ | ---------------- | --------------------------- |
| 1.                 | 15               | 15                          |
| 2.                 | 13               | 13                          |
| 3.                 | 11               | 11                          |
| 4.                 | 9                | 9                           |
| 5.                 | 7                | 7                           |
| 6.                 | 5                | 5                           |
| 7.                 | 4                | —                           |
| 8.                 | 3                | —                           |

Awans do finału Grand Prix zdobywa 6 najlepszych zawodników/par w każdej z konkurencji.
| Poz.                                           | Zawodnik                                       | Punkty                                         |
| Miejsca 1–6: kwalifikacja do Finału Grand Prix | Miejsca 1–6: kwalifikacja do Finału Grand Prix | Miejsca 1–6: kwalifikacja do Finału Grand Prix |
| ---------------------------------------------- | ---------------------------------------------- | ---------------------------------------------- |
| 1                                              | Patrick Chan                                   | 28                                             |
| 2                                              | Yuzuru Hanyū                                   | 28                                             |
| 3                                              | Takahiko Kozuka                                | 28                                             |
| 4                                              | Tatsuki Machida                                | 26                                             |
| 5                                              | Daisuke Takahashi                              | 26                                             |
| 6                                              | Javier Fernández                               | 24                                             |
| Miejsca 7–9: rezerwa do Finału Grand Prix      |                                                |                                                |
| 7                                              | Jeremy Abbott                                  | 20                                             |
| 8                                              | Florent Amodio                                 | 20                                             |
| 9                                              | Takahito Mura                                  | 18                                             |

| Poz.                                           | Zawodniczka                                    | Punkty                                         |
| Miejsca 1–6: kwalifikacja do Finału Grand Prix | Miejsca 1–6: kwalifikacja do Finału Grand Prix | Miejsca 1–6: kwalifikacja do Finału Grand Prix |
| ---------------------------------------------- | ---------------------------------------------- | ---------------------------------------------- |
| 1                                              | Ashley Wagner                                  | 30                                             |
| 2                                              | Mao Asada                                      | 30                                             |
| 3                                              | Kiira Korpi                                    | 26                                             |
| 4                                              | Akiko Suzuki                                   | 26                                             |
| 5                                              | Julija Lipnicka                                | 24                                             |
| 6                                              | Jelizawieta Tuktamyszewa                       | 22                                             |
| Miejsca 7–9: rezerwa do Finału Grand Prix      |                                                |                                                |
| 7                                              | Christina Gao                                  | 22                                             |
| 8                                              | Mirai Nagasu                                   | 20                                             |
| 9                                              | Kanako Murakami                                | 20                                             |

| Poz.                                           | Zawodnicy                                      | Punkty                                         |
| Miejsca 1–6: kwalifikacja do Finału Grand Prix | Miejsca 1–6: kwalifikacja do Finału Grand Prix | Miejsca 1–6: kwalifikacja do Finału Grand Prix |
| ---------------------------------------------- | ---------------------------------------------- | ---------------------------------------------- |
| 1                                              | Tetiana Wołosożar / Maksim Trańkow             | 30                                             |
| 2                                              | Wiera Bazarowa / Jurij Łarionow                | 28                                             |
| 3                                              | Pang Qing / Tong Jian                          | 28                                             |
| 4                                              | Yūko Kawaguchi / Aleksandr Smirnow             | 28                                             |
| 5                                              | Meagan Duhamel / Eric Radford                  | 26                                             |
| 6                                              | Kirsten Moore-Towers / Dylan Moscovitch        | 22                                             |
| Miejsca 7–9: rezerwa do Finału Grand Prix      |                                                |                                                |
| 7                                              | Caydee Denney / John Coughlin                  | 22                                             |
| 8                                              | Stefania Berton / Ondrej Hotarek               | 22                                             |
| 9                                              | Ksienija Stołbowa / Fiodor Klimow              | 18                                             |

| Poz.                                           | Zawodnicy                                      | Punkty                                         |
| Miejsca 1–6: kwalifikacja do Finału Grand Prix | Miejsca 1–6: kwalifikacja do Finału Grand Prix | Miejsca 1–6: kwalifikacja do Finału Grand Prix |
| ---------------------------------------------- | ---------------------------------------------- | ---------------------------------------------- |
| 1                                              | Meryl Davis / Charlie White                    | 30                                             |
| 2                                              | Tessa Virtue / Scott Moir                      | 30                                             |
| 3                                              | Nathalie Péchalat / Fabian Bourzat             | 30                                             |
| 4                                              | Jekatierina Bobrowa / Dmitrij Sołowjow         | 26                                             |
| 5                                              | Jelena Iljinych / Nikita Kacałapow             | 26                                             |
| 6                                              | Anna Cappellini / Luca Lanotte                 | 26                                             |
| Miejsca 7–9: rezerwa do Finału Grand Prix      |                                                |                                                |
| 7                                              | Kaitlyn Weaver / Andrew Poje                   | 22                                             |
| 8                                              | Jekatierina Riazanowa / Ilja Tkaczenko         | 22                                             |
| 9                                              | Maia Shibutani / Alex Shibutani                | 20                                             |